# Sant Elies de Sokolac
Sant Elies de Sokolac és una església ortodoxa sèrbia situada a Sokolac, a la República Sèrbia de Bòsnia i Hercegovina. L'edifici es troba a la llista de monuments nacionals de Bòsnia i Hercegovina. Al voltant de l'església s'impulsa la vida litúrgica i cultural de Sokolac. Hi ha un centre espiritual amb un gran saló on s'organitzen conferències. El 2015 es va restaurar una antiga casa parroquial.